# Josef Noa
Josef Noa (* 21. Oktober 1856 in Nagybecskerek; † 1. Juni 1903 in Budapest) war ein österreich-ungarischer Schachmeister.
Zwar gewann Noa kein bedeutendes Turnier, aber er schlug eine Reihe der stärksten Schachspieler seiner Zeit, etwa Tschigorin, Mason und Blackburne in Wien 1882, zweimal Bird in London 1883, Gunsberg 1885 in Hamburg, Zukertort und Mackenzie in Frankfurt am Main 1887 sowie Maróczy in Budapest 1896.
Von Beruf war Noa Richter. Er gründete den Schachklub Neusatz und leitete diesen lange als Vorsitzender.
Seine beste historische Elo-Zahl war 2583.